# Finntrader
Die Finntrader ist eine RoPax-Fähre vom Typ Stocznia Gdanska B501 im Dienst der schwedischen Reederei Nordö-Link. Sie wird auf der Strecke Lübeck-Travemünde–Malmö eingesetzt. Nordö-Link ist ein 100%iges Tochterunternehmen der Finnlines OY, Helsinki.

## Geschichte
Die Finntrader wurde unter der Baunummer B501/I/4 auf der Werft Stocznia Gdanska S.A. in Danzig gebaut. Die Kiellegung erfolgte am 26. Juli 1994, der Stapellauf am 7. April 1995. Am 1. Oktober 1995 wurde das Schiff fertiggestellt und am 26. Oktober an Finncarriers AB in Helsinki übergeben. Das mit der Eisklasse 1A Super gebaute Schiff kam unter finnischer Flagge mit Heimathafen Helsinki in Fahrt.
Das Schiff wurde ab dem 3. November 1995 zwischen Lübeck (Nordlandkai) und Helsinki eingesetzt. Die feierliche Taufe fand am 1. Dezember 1995 in Helsinki statt, Taufpatin war Frau Elisa Lagerroos.
Im Jahr 2000 wurde die Finntrader für Finnlines OY, Helsinki, registriert und wechselte vom Nordlandkai in Lübeck zum Skandinavienkai in Travemünde. Die Fahrzeit nach Helsinki konnte so um zwei Stunden verkürzt werden.
Am 8. März 2004 wurde die Finntrader auf die Reederei Oy Hanseatic Shipping AB in Helsinki registriert, behielt jedoch Strecke und Heimathafen bei. Am 4. August 2006 verließ die Finntrader zum letzten Mal Helsinki mit Ziel Travemünde, wo sie am 6. August 2006 eintraf.
Am 8. August erfolgte die Vercharterung per Bareboatcharter an Finnlines Shipmanagement AB mit Sitz in Malmö. Während Wartungsarbeiten auf der Danziger Werft Remontowa wurde die Passagierkapazität vergrößert und eine Bugklappe eingebaut. Seit dem 19. Februar 2007 wird die Finntrader unter schwedischer Flagge von Nordö-Link zwischen Malmö und Travemünde eingesetzt, ihr neuer Heimathafen ist Malmö.